# Rue César Franck (Liège)
Ne doit pas être confondue avec la Rue César-Franck à Paris
La rue César Franck est une rue du quartier administratif du Centre de Liège (Belgique) reliant la rue Reynier à la rue Wazon.

## Odonymie
Depuis 1894, la rue rend hommage à César Franck, né le 10 décembre 1822 à Liège, et mort le 8 novembre 1890 à Paris, professeur, organiste et compositeur belge, naturalisé français en 1870. Il est l'une des grandes figures de la vie musicale française de la seconde partie du XIXe siècle.

## Situation et description
Cette voie s'extrait de la rue Reynier pour monter vers la rue Wazon après un léger virage à droite (à hauteur du carrefour avec la rue Étienne Soubre) puis un long virage à gauche. La rue pavée à forte déclivité (pente moyenne d'environ 10 %) mesure environ 255 mètres et compte approximativement 65 immeubles d'habitation. Elle applique un sens unique de circulation automobile dans le sens de la descente (Wazon vers Reynier).
Cette voie est ouverte en exécution d'un plan d'alignement approuvé par arrêté royal du 24 août 1892 à travers les anciens terrains d'horticulture de la famille Galopin. C'est le 19 février 1894 que le conseil communal lui attribue le nom de César Franck.
Le 27 avril 1907, le Conseil communal décide de la création d'un plan coupé de 5 mètres à l'angle de cette rue et de la rue Reynier lui donnant ainsi sa configuration actuelle.
Sous les immeubles sis au 66 et 68 sont retrouvées en 1908 deux fosses à houilles exploitées par un dénommé Gilles Gerson, entrepreneur charbonnier.

## Architecture

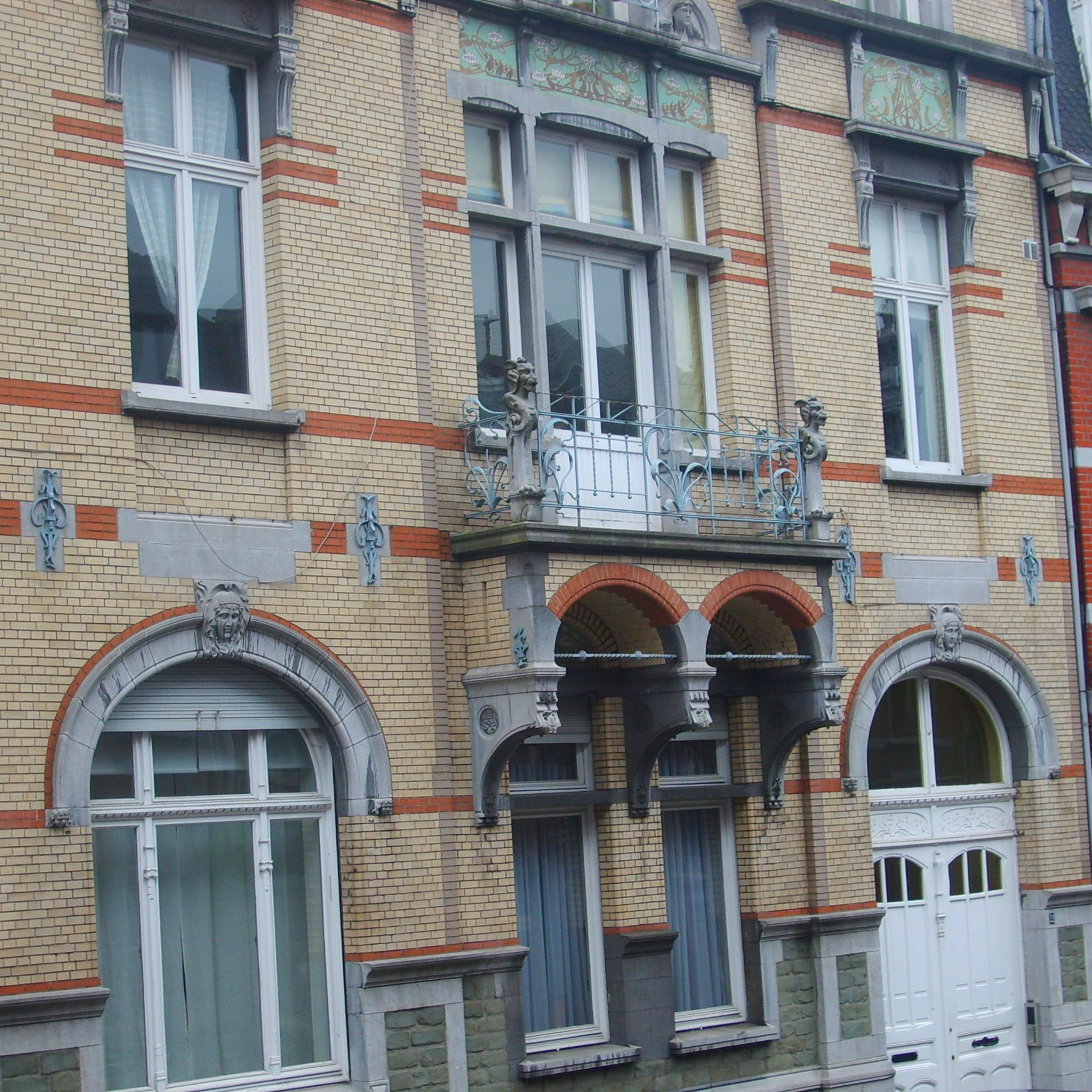
Rue César Franck, 32.

La rue a préservé la plupart des immeubles construits dès son percement aux alentours de 1890. Ils ont souvent été édifiés en brique rouge dans le style éclectique en vogue à la fin du XIXe siècle, ce qui donne à la rue une relative homogénéité architecturale.
Parmi ces immeubles, on peut épingler :
- aux no 20 et 22, deux maisons attribuées à l’architecte Paul Jaspar à la suite d’une commande de Mme Derbecq[4], la maison du n° 22 est caractérisée par les sgrafittes floraux sous la corniche[5],
- au no 28, une maison réalisée par l'architecte Paul Jaspar à la suite d’une commande de Mme Bustin, celle-ci est identifiable par la présence d'un oiseau blanc fixé au pignon de la façade, une corniche décorée passant devant la fenêtre de ce pignon et l'emploi de marbre vert au niveau de la baie du premier étage en travée de droite,
- au no 32, se démarquant des autres immeubles de la rue, cette imposante demeure de style éclectique mais de décoration Art nouveau, érigée en brique blanche et bandeaux de brique rouge possède plusieurs mosaïques sur fond vert et une dizaine de sculptures en pierre dont deux gargouilles se dressant aux coins du balcon et d'autres sous forme de figurines ; l'immeuble aurait été réalisé par l'architecte J. Bernimolin en 1901[6],
- au no 42, une maison signée de l’architecte Joseph Crahay.

## Voies adjacentes
- Rue Reynier
- Rue Étienne Soubre
- Rue Wazon